# Beamdog
IdeaSpark Labs Inc. (торгова назва: Beamdog) — канадський розробник і видавець відеоігор, заснований у 2009 році співзасновником і колишнім головним програмістом BioWare Трентом Остером і Камероном Тофером відповідно. Дистриб'юторський сервіс Beamdog був запущений в липні 2010 року.
В 2022 році студію придбав холдинговий медіа-гігант Embracer Group за нерозголошену суму, зробивши її дочірньою компанією Aspyr.

## Історія
Компанія Beamdog була заснована в 2009 році Трентом Остером і Камероном Тофером. Студія має співробітників у США, Австралії, Росії та Великобританії.
Overhaul Games є підрозділом компанії Beamdog. Спочатку він був частиною Beamdog, але після випуску MDK2 для Wii було засновано окрему студію, яка працювала над MDK2 HD. Назва «Overhaul Games» була обрана, щоб відобразити роботу компанії над MDK2 HD, оскільки вони повністю переробили вже устарівшу гру для наступного покоління ігрових консолей. З 2012 року команда Overhaul також випустила кілька покращених версій культових ігор на Infinity Engine.
Aspyr через свою материнську компанію Embracer Group оголосила про придбання Beamdog у квітні 2022 року за нерозголошену суму. У червні 2023 року після краху багатомільярдної угоди, Embracer Group повідомили про масштабну реструктуризацію, яка передбачає закриття студій і масове звільнення персоналу. Невдовзі після цього, у вересні того ж року, з Beamdog було звільнено 26 працівників.

## Розроблені ігри
Крім того, Beamdog також розповсюджує офіційні ігрові саундтреки, а також цифрові «делюкс» версії з оригінальною та додатковою музикою. Baldur's Gate: Siege of Dragonspear також доступна в Колекційному виданні.
| Рік  | Назва                                 | Платформа                                                                              | Розробник      | Видавець  | Дж.    |
| ---- | ------------------------------------- | -------------------------------------------------------------------------------------- | -------------- | --------- | ------ |
| 2011 | MDK2                                  | Wii                                                                                    | Beamdog        | Interplay | [ 11 ] |
| 2012 | MDK2 HD                               | Microsoft Windows                                                                      | Overhaul Games | Interplay | [ 12 ] |
| 2012 | Baldur's Gate: Enhanced Edition       | Microsoft Windows, iOS, OS X, Android, Linux, Nintendo Switch, PlayStation 4, Xbox One | Overhaul Games | Beamdog   | [ 13 ] |
| 2013 | Baldur's Gate II: Enhanced Edition    | Microsoft Windows, iOS, OS X, Android, Linux, Nintendo Switch, PlayStation 4, Xbox One | Overhaul Games | Beamdog   | [ 14 ] |
| 2014 | Icewind Dale: Enhanced Edition        | Microsoft Windows, iOS, OS X, Android, Linux, Nintendo Switch, PlayStation 4, Xbox One | Overhaul Games | Beamdog   | [ 15 ] |
| 2016 | Baldur's Gate: Siege of Dragonspear   | Microsoft Windows, iOS, OS X, Android, Linux, Nintendo Switch, PlayStation 4, Xbox One | Beamdog        | Beamdog   | [ 16 ] |
| 2017 | Planescape: Torment: Enhanced Edition | Microsoft Windows, iOS, OS X, Android, Linux                                           | Overhaul Games | Beamdog   | [ 17 ] |
| 2018 | Neverwinter Nights: Enhanced Edition  | Microsoft Windows, OS X, Linux, Nintendo Switch, PlayStation 4, Xbox One               | Beamdog        | Beamdog   | [ 18 ] |
| 2019 | Axis & Allies                         | настільна гра                                                                          | Beamdog        | Beamdog   | [ 19 ] |
| 2022 | Mythforce                             | Microsoft Windows                                                                      | Beamdog        | Aspyr     | [ 20 ] |

## Beamdog Client
Beamdog Client — це ігрове програмне забезпечення, що працює в онлайн-режимі (аналогічно Steam) і дозволяє гравцям тримати свої ігри у актуальному стані з останніми виправленнями та покращеннями. Він також надає гравцям доступ до найновішого контенту від Beamdog та форум для тестування і надання зворотного зв'язку щодо ігор.